# United World Wrestling
A United World Wrestling (UWW) é a entidade internacional responsável pela prática das lutas esportivas, também chamadas de Wrestling. Fundada em 1912 como Federação Internacional das Lutas Associadas (FILA), mudou de nome em 2014, no seguimento de medidas extraordinárias para evitar que as lutas saíssem do programa Olímpico nos Jogos de Tóquio 2020.
No Brasil, a filiada da UWW é a Confederação Brasileira de Wrestling (CBW), antiga Confederação Brasileira de Lutas Associadas. 

## Esportes olímpicos
Regulamenta e organiza a luta livre e a luta greco-romana, esportes integrantes do programa olímpico. Nos Jogos Olímpicos, são disputadas 18 categorias do esporte.
| Estilo       | Modalidade | Medalhas de ouro |
| ------------ | ---------- | ---------------- |
| Luta livre   | Feminino   | 4                |
| Luta livre   | Masculino  | 7                |
| Greco-romana | Masculino  | 7                |

## Lutas associadas
- Luta livre
- Luta livre feminina
- Greco-romana
- PancrácioReferências

1. ↑  «Organization - United World Wrestling» (em inglês). United World Wrestling. Consultado em 30 de agosto de 2016. Cópia arquivada em 30 de agosto de 2016
2. ↑  «FILA, international wrestling federation, renamed United World Wrestling» (em inglês). TASS. 7 de setembro de 2014. Consultado em 30 de agosto de 2016. Cópia arquivada em 30 de agosto de 2016
3. ↑  Goddard, Emily (15 de setembro de 2014). «FILA set to change name to United World Wrestling» (em inglês). InsidetheGames. Consultado em 30 de agosto de 2016. Cópia arquivada em 30 de agosto de 2016
4. ↑  360R.com.br. «CBW - Confederação Brasileira de Wrestling CBW. Visite o novo site.». CBW. Consultado em 5 de abril de 2019